# Термінал ЗПГ Дунгуань
Термінал ЗПГ Дунгуань – інфраструктурний об’єкт, створений для забезпечення імпорту зрідженого природного газу (ЗПГ) до південнокитайської провінції Гуандун.
Потужний економічний центр на півдні Китаю станом на 2010-і роки не мав доступу до трубопровідного природного газу, тому для його забезпечення створили цілий ряд терміналів ЗПГ, одним з яких став введений в дію у 2013-му термінал Дунгуань. Його спорудили на острові Ліша у дельті Перлової річки, де до того приватна компанія JOVO вже мала комплекс для імпорту зрідженого нафтового газу. Дунгуаньский термінал має відносно невелику річну пропускну здатність у 1 (за іншими даними – 1,5) млн тон, а для зберігання прийнятого ЗПГ тут звели два резервуари об’ємом по 80 тис м3.
Перші вантажі надходили сюди з терміналу державної компанії PetroChina у Даляні. На початку кілька пробних партій постачив багатоцільовий газовий танкер Norgas Innovation (вантажоємність 10 тис м3), після чого законтрактували ЗПГ-танкер Arctic Spirit (90 тис м3).
Невдовзі до Дунгуаню почались поставки і безпосередньо від закордонних виробників. Так, вже у 2013-му з малазійського заводу Бінтулу прибули дві партії у 30 та 37 тис м3, а в 2014-му ЗПГ-танкер Lerici (64 тис м3) доправив вантаж з катарського комплексу Рас-Лаффан. За необхідності призначені для дунгуанського терміналу партії ЗПГ могли формуватись шляхом перевантаження у морі. Наприклад, у філіппінській затоці Субік-Бей вже згаданий Arctic Spirit за два заходи прийняв та переправив до Дунгуаню вантаж із майже вдвічі більшого газовозу Seri Bakti (152 тис м3). 
В 2018-му власник терміналу замовив на шанхайській верфі Jiangnan Shipyard два власні газовози з об’ємом резеруарів по 80 тис м3, завершення яких очікується в 2021 році.